# Бонит Клермонтский
Бонит (фр. Bonnet, лат. Bonitus; 623—706) — святой епископ Клермонский. День памяти — 15 января.
Святой Бонит, или Боне, родился в Оверни (Франция). Он стал канцлером при короле Австразии Сигиберте III. Затем, в 667 году при Теодорихе III, был назначен правителем Марселя. В 689 году он был поставлен епископом Клермонским, но оставил свой пост из-за сомнений в законности выборов. После этого святой Бонит стал жить в одиночестве и вёл затворническую жизнь в монастыре в Мангльё (Manglieu), что в Клермонте. Святой Бонит скончался в Лионе по возвращении из паломничества в Рим.
Бонит считается святым покровителем итальянского города Бонито.